# Ремінець Іван Артемович
Іван Артемович Ремінець (?, село Глибочок?, тепер Тальнівського району Черкаської області — ?) — український радянський діяч, агроном, голова колгоспу імені Ворошилова Тальнівського району Київської (тепер — Черкаської) області. Депутат Верховної Ради УРСР 3-го скликання.

## Життєпис
Народився у бідній селянській родині.
З 1930-х років працював агрономом колгоспу «ОСО» села Глибочок Тальнівського району Київської області.
Член ВКП(б).
З 1944 по 1952 рік — голова колгоспу імені Ворошилова села Глибочок Тальнівського району Київської (тепер — Черкаської) області.

## Нагороди
- срібна медаль Всесоюзної сільськогосподарської виставки